# Libnotes watti
Libnotes watti är en tvåvingeart som först beskrevs av Alexander 1973.  Libnotes watti ingår i släktet Libnotes och familjen småharkrankar. Inga underarter finns listade i Catalogue of Life.